# Festival Internacional por la Diversidad Sexual (México)
El Festival Internacional por la Diversidad Sexual es un evento anual de carácter cultural, dedicado a la Comunidad Lésbico-Gay-Bisexual de México, se realiza desde 1987 en el Museo Universitario del Chopo.
Durante un mes se llevan a cabo conferencias relacionadas con derechos humanos, sexualidad, entre otras; exposiciones de artes visuales, música, danza y performance, cine, presentaciones de libros, y varias actividades más con artistas de la misma comunidad.

## Antecedentes

### Semana Cultural Lésbico Gay
A finales de los 70 se conformó el colectivo Sex Pol, el cual organizaba exposiciones y reuniones literarias y creó la primera revista gay, llamada Política sexual, a partir de esta publicación surgió la organización de una semana cultural que tuvo cita en la Galería Alaíde Fooppa y el Club de Periodistas.
En 1986 el Museo Universitario del Chopo se había convertido en uno de los principales foros alternativos de la Ciudad de México, organizó un ciclo de mesas redondas llamadas Jornada de Cultura Gay, en las cuales participaron Luis González de Alba, Juan Carlos Bautista y José María Covarrubias.
El 22 de junio de 1987 se inauguró la Primera Semana Cultural Gay, con una exposición de carteles sobre el Movimiento LGBT de artistas como Nancy Cárdenas, Armando Sarignana, Jorge Arturo Ojeda, Fernando Múñoz, Carmen Luna, Humberto Álvarez, Eugenio Núñez, Vera Milarca, Silvia Tomasa Rivera, Rosa María Roffiel, Adriana Bohórquez, Mario Rivas, entre otros. Así mismo hubo conferencias y presentaciones escénicas y la exposición La tentación de existir la cual tuvo como objetivo recaudar fondos para apoyar a la Fundación Mexicana para la Lucha Contra el SIDA, para esto los artistas donaron su obra.
Cada Semana tenía un título especial y/o estaba dedicada a algún miembro de la Comunidad LGBTTI:
| Año  | Título de la semana | Título de la exposición |
| ---- | --- | ----------------------- |
| 1986 | Jornada de Cultura Gay                                                                                                 |                         |
| 1987 | Semana Cultural Gay.                                                                                                   |                         |
| 1988 | Por la vida, contra el SIDA.                                                                                           | Erótico y Plural        |
| 1989 | Ex Profeso reencuentro de afinidades.                                                                                  |                         |
| 1990 | Tú, yo mismo. |                         |
| 1991 | Divergencias, coincidencias, persistencias.                                                                            |                         |
| 1992 | Critus et mater opus nigrum est. Continuidad de la Experiencia.                                                        |                         |
| 1993 | Semejantes y diversos. Dedicada a Francisco Galván Díaz.                                                               |                         |
| 1994 | No sin nosotros. Dedicada a Nancy Cárdenas.                                                                            |                         |
| 1995 | Contra la intolerancia, nuestra presencia. Dedicada a Sor Juana Inés de la Cruz.                                       |                         |
| 1996 | X Aniversario de la Semana Cultural Lésbica Gay dedicado Marguerite Yourcenar y Pier Paolo Pasolin.De cuerpo presente. |                         |
| 1997 | Rompiendo fronteras: Dedicada a Carlos Pellicer.                                                                       |                         |
| 1998 | Derechos y humanos. La sexualidad mar abierto. Dedicada a Derek Jarman.                                                |                         |
| 1999 | Novo Amor. Dedicada a Salvador Novo.                                                                                   |                         |
| 2000 | Tequila y chocolate. Dedicada a Chavela Vargas y Ernesto Alonso "Cachirulo".                                           |                         |
| 2001 | XV años de la Semana Cultural Lésbica-Gay. Dedicada a Reinaldo Arenas y víctimas de la homofobia.                      |                         |
| 2002 | XVI Semana Cultural Lésbica Gay La realidad y el deseo. Dedicada a Luis Cernuda                                        |                         |
| 2003 | XVII Semana Cultural El antiguo misterio de la carne, la sangre y el deseo. Dedicada a Xavier Villaurrutia.            |                         |
| 2004 | XVIII Semana Cultural Lésbica Gay. Tod@s somos otr@. Dedicada a José María Covarrubias.                                |                         |
| 2005 | La voluntad radical. Dedicada a Susan Sontag                                                                           |                         |

De 2006 a 2010 el museo estuvo cerrado por obras de remodelación, por lo que el Festival tuvo que cambiar de sede en diversos espacios culturales como: Centro Cultural José Martí, Museo Experimental El Eco, Universidad del Claustro de Sor Juana,  Centro Cultural de España.

## Jornada Cultural de Lucha contra el SIDA
A la par de la Semana Cultural Lésbico Gay, cada año desde 1990 Unidos contra el SIDA organiza la Jornada Cultural de Lucha contra el SIDA, en el mismo museo, se dan cita médicos, psicólogos, artistas, ONG, y portadores de VIH/SIDA para intercambiar vivencias, experiencias y proyectos de la sociedad civil contra la enfermedad.
Se han desarrollado diversas exposiciones de artistas plásticos como: Artistas contra el SIDA, Cien artistas contra el SIDA, Arte mexicano, imágenes en el siglo del SIDA, así como la coproducción de programas con Radio UNAM. Las Jornadas fueron coordinadas por Samuel Mata hasta su muerte, a partir de 1997 retomaron el proyecto Laura Martínez, Gregorio Fritz, Rodrigo Gómez y Manlio Guerrero.